# Суриков, Иван Захарович
Ива́н Заха́рович Су́риков (25 марта [6 апреля] 1841 — 24 апреля [6 мая] 1880) — русский поэт, представитель «крестьянского» направления в русской литературе, автор хрестоматийного стихотворения «Детство». Другое его стихотворение, «В степи», в народной переработке стало популярнейшей песней «Степь да степь кругом», как и стихотворение «Дубинушка». Называл себя «поэтом-самоучкой», в 1871 году организовал издание сборника «писателей-самоучек» «Рассвет».

## Биография
Суриков родился 25 марта (6 апреля) 1841 года в деревне Новосёлово Юхтинской волости Угличского уезда Ярославской губернии (ныне урочище рядом с селом Иванцево) в семье Захара Андреевича Сурикова (ум. 1881), внук оброчного крепостного графа Шереметева. Некоторое время жил в деревне, затем весной 1849 года (в 8 лет) вместе с матерью, Фёклой Григорьевной Суриковой, переехал в Москву, где его отец работал приказчиком в овощной лавке, а затем открыл собственную овощную лавку на Ордынке. Мальчик помогал отцу в работе, одновременно обучился грамоте у двух сестёр-богомолок из разорившейся купеческой семьи, много читал — поначалу, в основном, жития святых (по которым его учили). Он наткнулся также на несколько романсов Мерзлякова, песен Цыганова и басен Дмитриева и за чтением этих стихотворений, по собственному признанию, впервые сам почувствовал смутное влечение к поэзии. Очень рано начал писать стихи, но его первые поэтические опыты не дошли до нас — автор уничтожил их.
В начале 1860-х годов поэт А. Н. Плещеев помог молодому Сурикову опубликовать стихи в журнале «Развлечение», затем последовали публикации в таких изданиях, как «Воскресный досуг», «Иллюстрированная газета», «Дело», «Отечественные записки», «Семья и школа», «Воспитание и обучение».
В 1860 году Суриков женился на бедной девушке-сироте Марии Николаевне Ермаковой (ум. 1905).
В середине 1860-х годов Суриков порывает с работой в лавке отца, который к тому времени вступил во второй брак. Молодой поэт начинает работать переписчиком бумаг и типографским наборщиком, но не добивается успеха и оказывается вынужденным вернуться к отцу, чтобы снова заняться торговлей.
В 1871 году у Сурикова выходит первый собственный поэтический сборник. В 1875 и 1877 годах ещё два. Тогда же его избирают членом московского Общества любителей российской словесности.
В эти же годы Суриков организует литературно-музыкальный кружок, цель которого — помогать писателям и поэтам из народа, прежде всего крестьянам. В 1872 году они выпустили альманах «Рассвет».
Перевёл девять стихотворений Тараса Шевченко.
На его стихи П. И. Чайковский написал романс «Я ли в поле да ни травушка была». На основе суриковской былины «Садко» создано либретто одноимённой оперы Н. А. Римского-Корсакова.

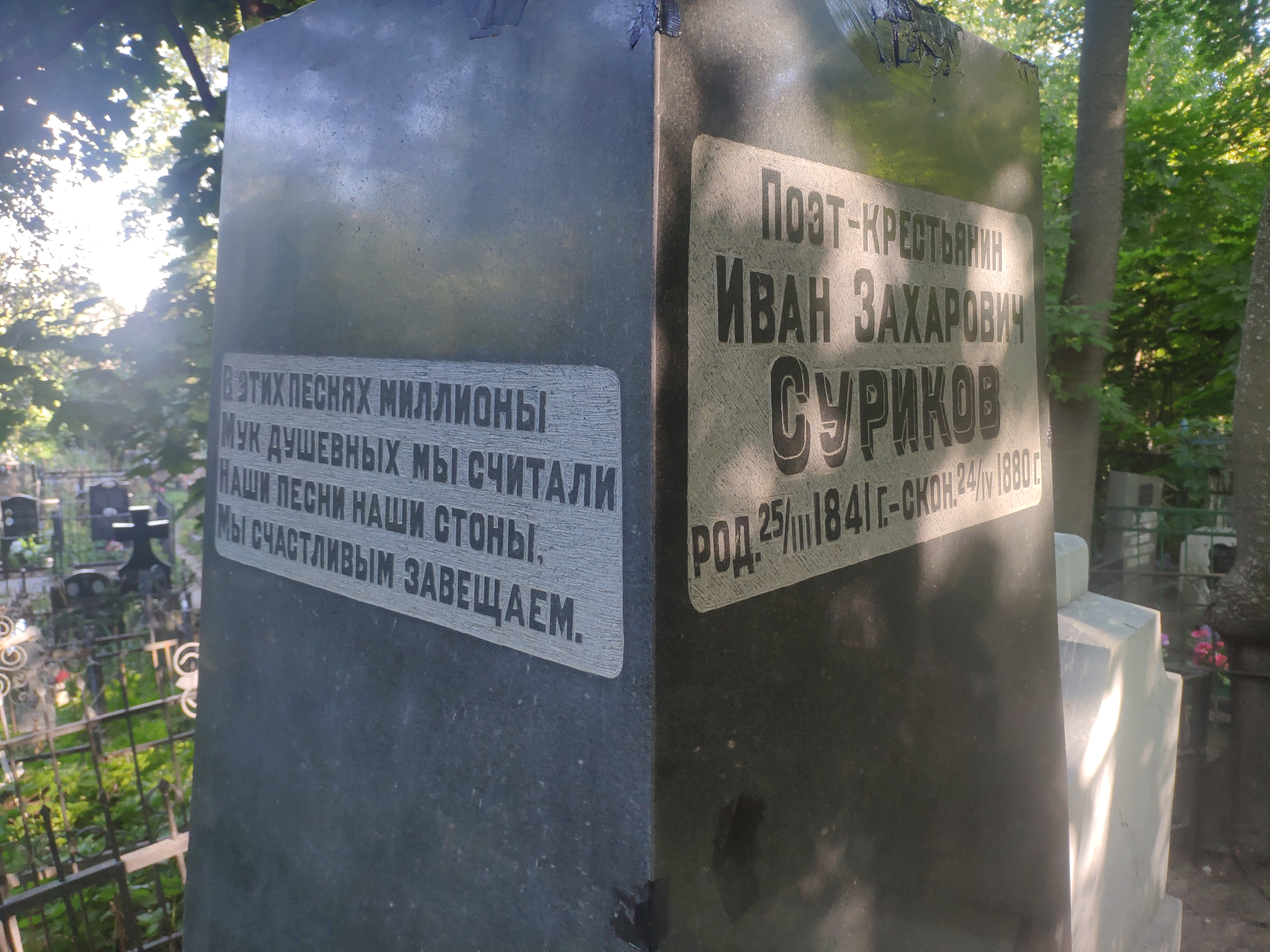
Могила поэта на Пятницком кладбище

Лечился от туберкулёза кумысом в Самарских степях, затем в Крыму. Умер в Москве от туберкулёза 24 апреля [6 мая] 1880, в бедности. Похоронен на Пятницком кладбище (уч. 22, могила — объект культурного наследия России).

## Память
На малой родине в честь Сурикова названы улицы в Рыбинске, Угличе, Большом Селе. Его имя носят библиотеки: Центральная угличская и Детская большесельская. Ярославская областная литературная премия также называется Суриковской.

## Некоторые известные произведения
- Удалой (1862)
- Тихо тощая лошадка… (1864)
- Что шумишь, качаясь… (1864)
- Детство (1866)
- Доля бедняка (1866)
- Сиротой я росла… (1867)
- В степи (Кони мчат-несут…) (1869, 1877). См. также нар. вариант Степь да степь кругом…
- Засветилась вдали, загорелась заря… (1869)
- Зима (1869)
- Не проси от меня…(1869)
- После дождя (1869)
- Правеж (1872)
- Садко (1872)
- Немочь (1873)
- Канут Великий (1874)
- Богатырская жена 1875
- На мосту (1875)
- Мне доставались не легко… (1875)
- Василько (1876)
- Дубинушка (1876)
- В Украйне (1879)
- Песня — быль (1879)
- Белый снег, пушистый… (1880)
- Степь да степь кругом … (1869, 1877, в народной переработке)